# Zosinek (Lublin)
Zosinek – dawna kolonia, od 1959 część miasta Lublina, leżąca w jego północno-zachodniej części. Rozpościera się w rejonie alei Warszawskiej.

## Historia
Dawniej samodzielna miejscowość. Od 1867 w gminie Konopnica w powiecie lubelskim. W okresie międzywojennym miejscowość należała do woj. lubelskiego. 1 września 1933 weszła w skład nowo utworzonej gromady Wola Sławińska w granicach gminy Konopnica.
Podczas II wojny światowej gromadę Wola Sławińska włączono do Generalnego Gubernatorstwa (dystrykt lubelski), cały czas w gminie Konopnica. Po II wojnie światowej wojnie gromada Wola Sławińska należała do powiatu lubelskiego w woj. lubelskim jako jedna z 26 gromad gminy Konopnica.
W związku z reorganizacją administracji wiejskiej jesienią 1954, miejscowość weszła w skład nowo utworzonej gromady Wola Sławińska.
1 stycznia 1959 Zosinek wyłączono z gromady Wola Sławińska, włączając go do Lublina.